# Sainte-Marie-en-Chanois
Sainte-Marie-en-Chanois è un comune francese di 215 abitanti situato nel dipartimento dell'Alta Saona nella regione della Borgogna-Franca Contea.

## Società

### Evoluzione demografica
Abitanti censiti

## Monumenti ed edifici religiosi

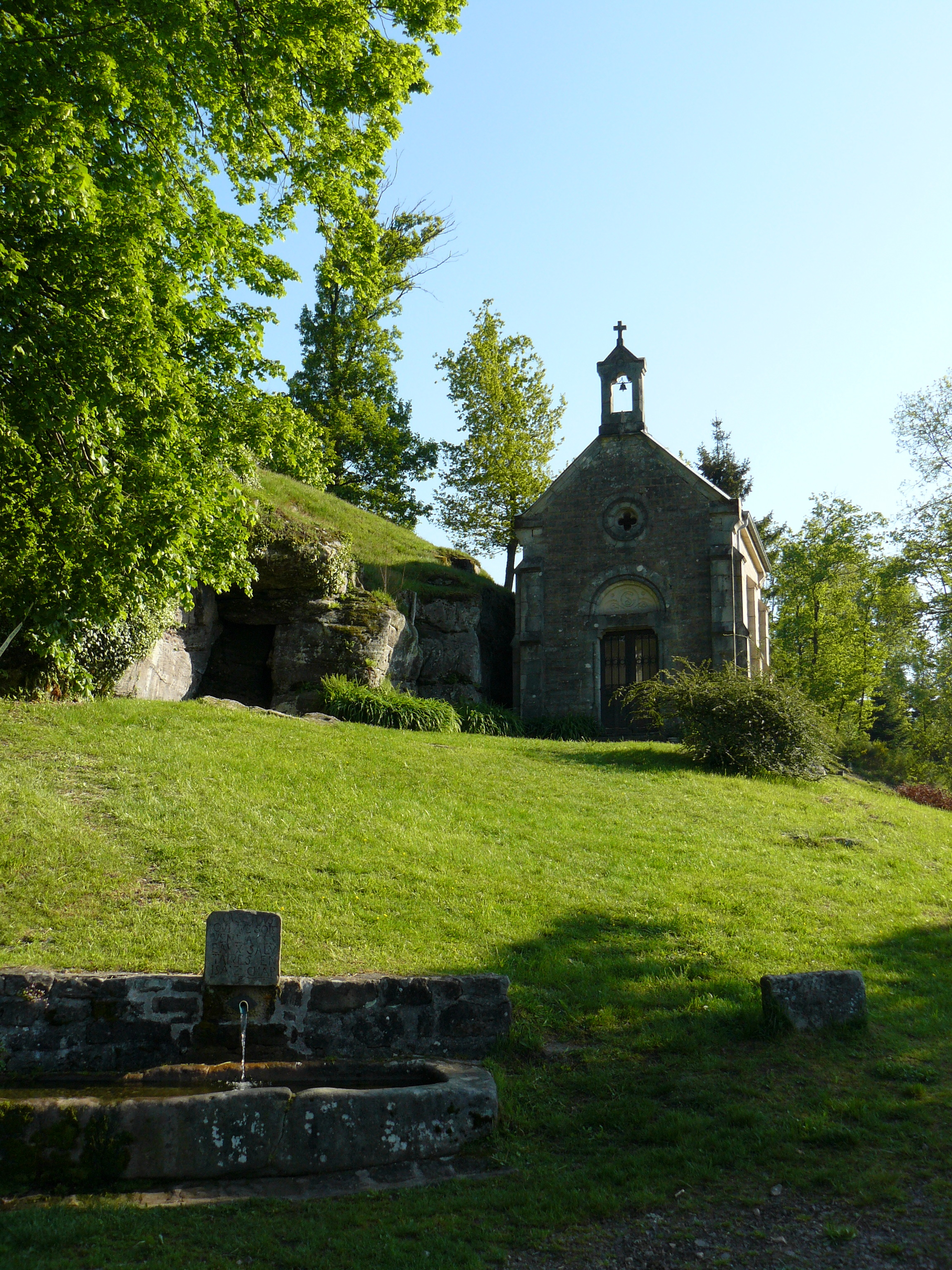
La Grotta e la Chiesetta di San Colombano a Sainte-Marie-en-Chanois

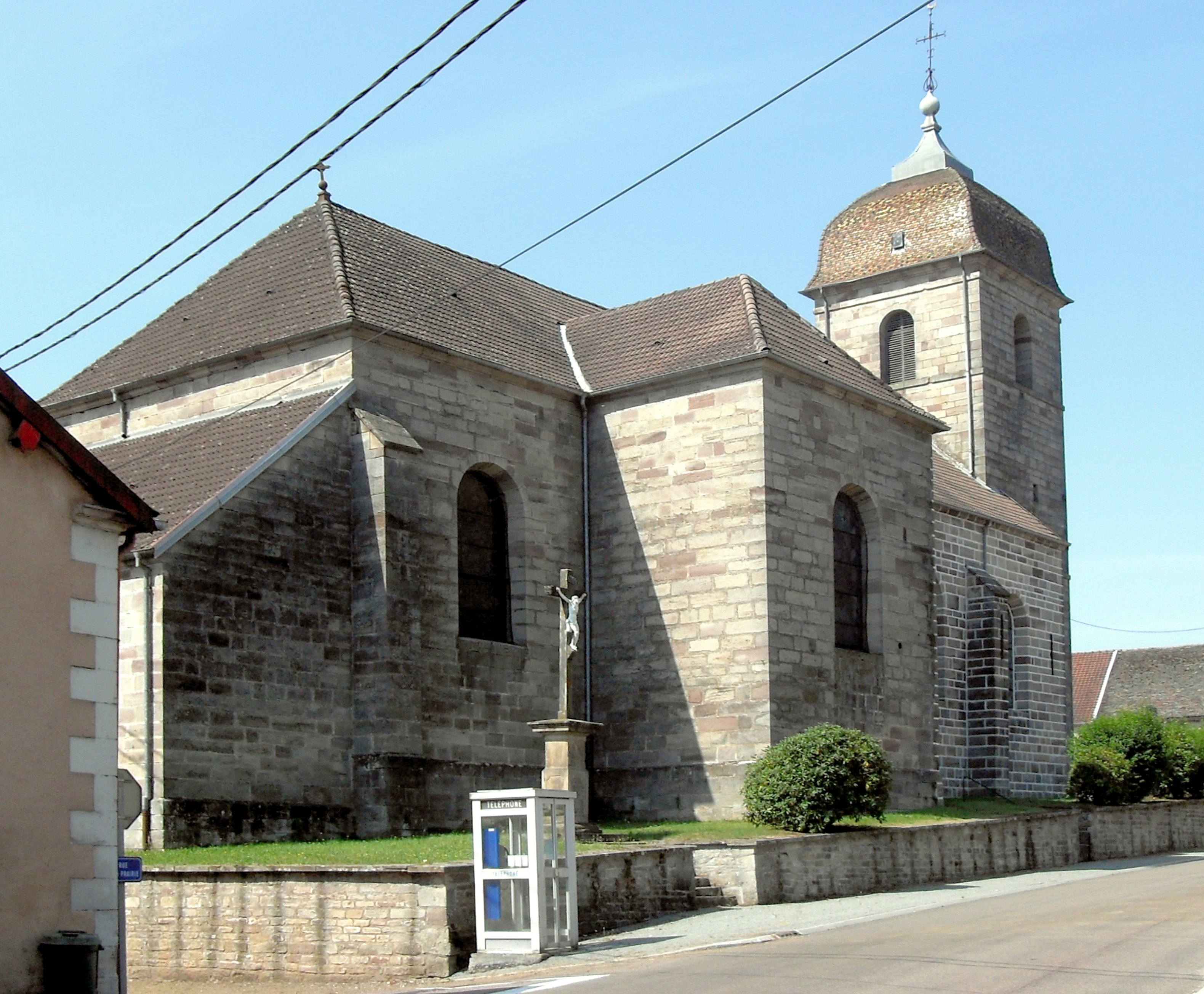
La chiesa di Santa Maddalena

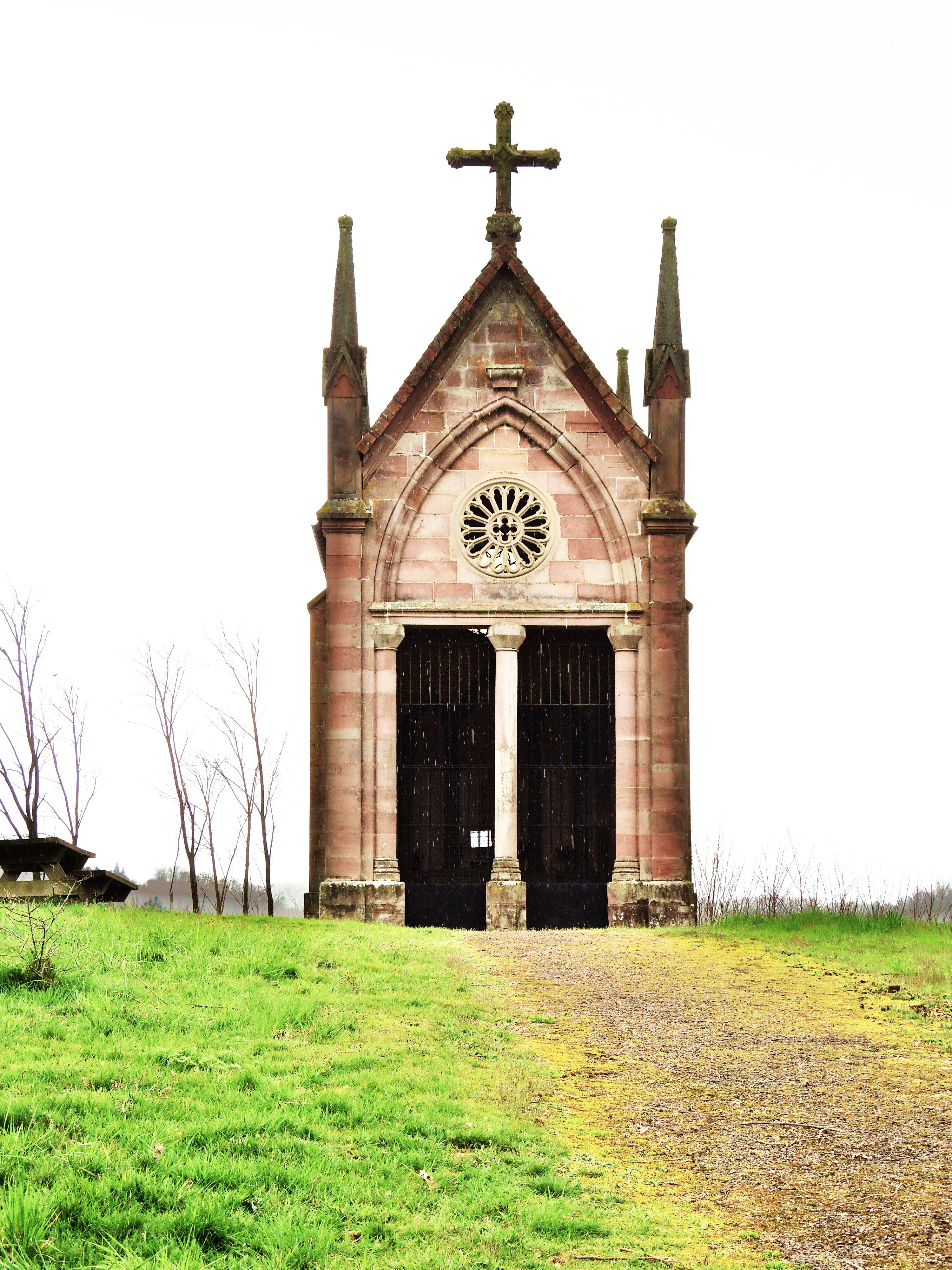
La cappella di San Rocco

Nei pressi la Grotta e la Cappella di San Colombano dove il santo missionario irlandese, evangelizzatore d'Europa, si ritirava in preghiera quaresimale alla fine del VI secolo provenendo dall'abbazia di Luxeuil o dal vicino monastero di Annegray (comune di La Voivre), anch'essi fondati da San Colombano. La cappella fu ricostruita nel XIX secolo.
Secondo la leggenda, la grotta era occupata da un orso che su richiesta del santo gliela lascia, nei pressi si trova la "sorgente miracolosa", scaturitasi dopo le preghiere di Colombano. Nella cappella, una roccia a forma di letto avrebbe formato il letto del santo.
- Chiesa parrocchiale di Santa Maddalena
- Cappella di San Rocco